# Sabrina, the Teenage Witch (album)
Sabrina, the Teenage Witch is een album, dat gebaseerd is op nummers die gebruikt zijn in de gelijknamige serie, Sabrina, the Teenage Witch. Het album is op 27 oktober 1998 uitgebracht door Geffen Records.

## Nummers
1. "Walk of Life" - Spice Girls
2. "Abracadabra" - Sugar Ray
3. "Hey, Mr. DJ" - Backstreet Boys
4. "One Way or Another" - Melissa Joan Hart
5. "Kate" - Ben Folds Five
6. "Show Me Love" (Radio edit) - Robyn S.
7. "Giddy Up" - 'N Sync
8. "Slam Dunk (Da Funk)" - Five
9. "Magnet & Steel" - Matthew Sweet
10. "So I Fall Again" - Phantom Planet
11. "I Know What Boys Like" - Pure Sugar
12. "Smash" - The Murmurs, Jane Wiedlin, Charlotte Caffey
13. "Dr. Jones" - Aqua
14. "Soda Pop" - Britney Spears
15. "Amnesia" - Chumbawamba
16. "Blah, Blah, Blah" - The Cardigans